# 1465 в Україні

## Особи

### Народились
- Мехмед I Ґерай (1465—1523) — кримський хан у 1515—1523 рр. з династії Ґераїв.

## Засновані, зведені
- Муроване (Сокальський район)
- Низьколизи
- Новосілки (Вишгородський район)
- Старий Яричів
- Хотів